# Frații Marx

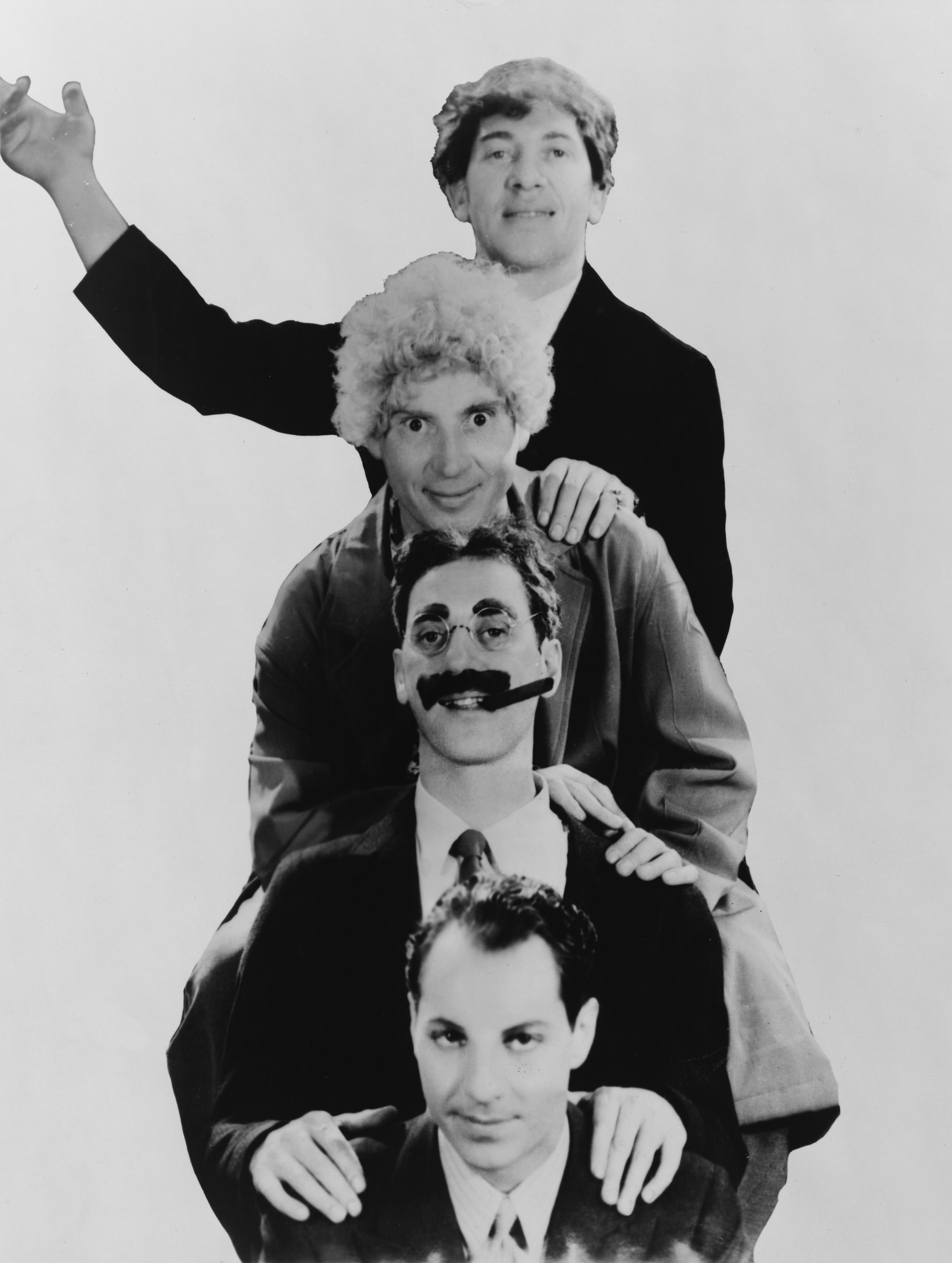
Patru din cei cinci frați Marx în 1931 (Chico, Harpo, Groucho și Zeppo)

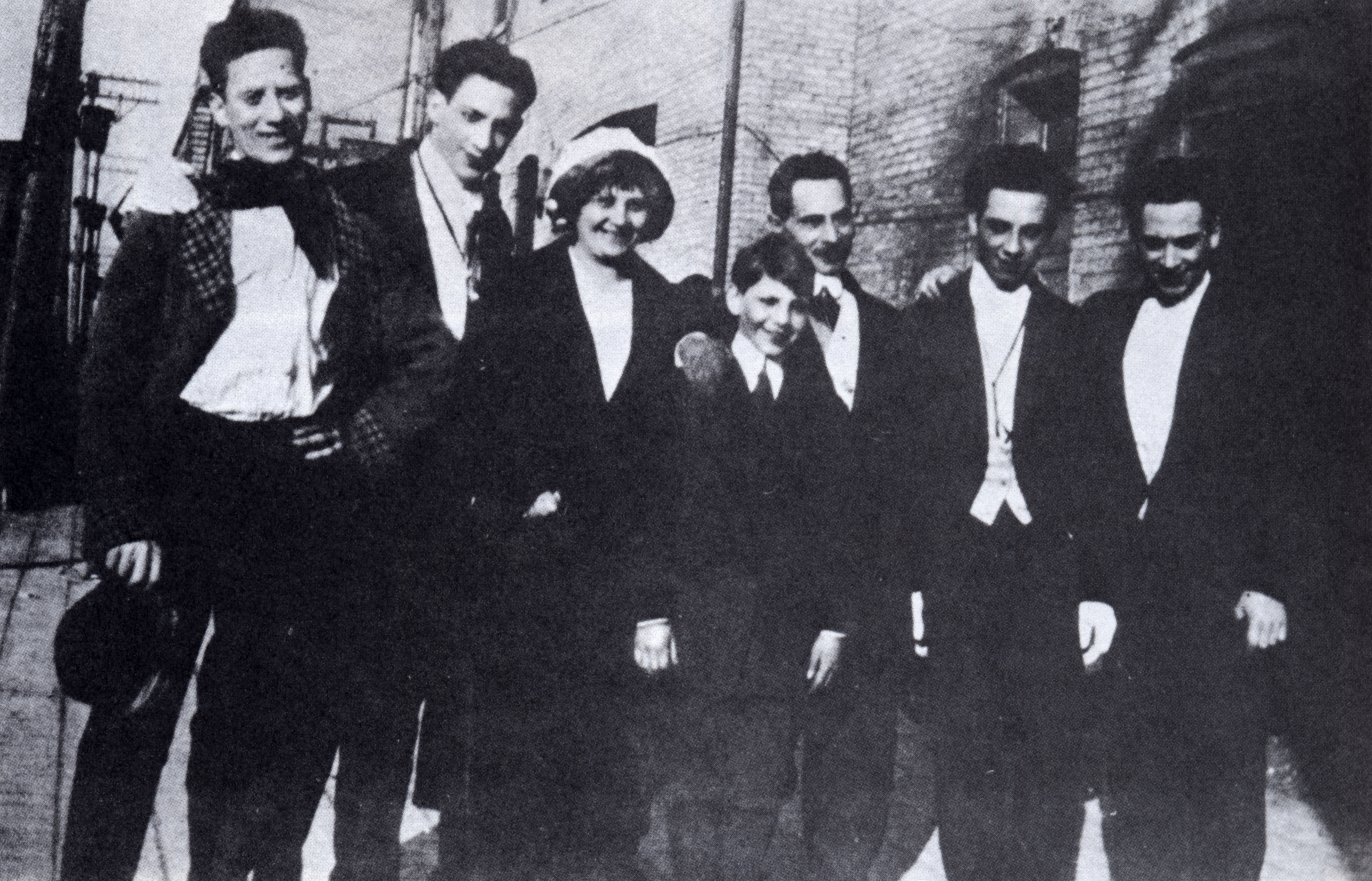
Groucho, Gummo, Minnie (mama), Zeppo, Frenchie (tatăl), Chico și Harpo. Circa 1913.

Frații Marx a fost o trupă de actori de comedie, care au apărut în vodeviluri, piese de teatru, filme și programe de televiziune.
Născuți în New York, Frații Marx au fost copiii unei familii de evrei imigranți din Germania.

## Frații Marx
Numele adevărate ale celor șase frați Marx sunt următoarele:
- Manfred, 1886-1886
- Chico - Leonard, 1887-1961
- Harpo - Adolph (mai apoi Arthur), 1888-1964
- Groucho - Julius Henry, 1890-1977
- Gummo - Milton, 1892-1977
- Zeppo - Herbert, 1901-1979

## Începuturi
Născuți într-o familie de artiști, talentul muzical al fraților a fost valorificat de timpuriu. Harpo era deosebit de talentat, putând cânta la aproape orice instrument; totuși marea sa atracție a fost harpa, de unde i se trage și numele de scenă. Chico era un pianist excelent, iar Groucho cânta la chitară.
Și-au început cariera în vodeviluri, unde unchiul lor juca deja ca Al Shean din Gallagher and Shean. Groucho a debutat în 1905, predominant ca și cântăreț. Pe rând au primit roluri Gummo (1907), Harpo (1908), apoi mama și mătușa lor Hannah în 1910. Trupa și-a luat numele de „Cele șase mascote”.
Într-o seară, în timpul unei reprezentații care avea loc în Nacogdoches, Texas, s-au auzit strigăte de-afară, din cauza unui catâr năbădăios care scăpase prin oraș. Audiența s-a grăbit să iasă din sală pentru a vedea ce se întâmplă, iar la întoarcere Groucho - înfuriat fiind de întrerupere - a anunțat următoarele cântece: "Nacogdoches is full of roaches" (literar: Nacogdoches e plin de gândaci) și The jackass is the flower of Tex-ass (literar: „Măgarul este floarea Texasului”). În loc să se înfurie, audiența a râs copios, eveniment după care familia Marx a început să se gândească la o reorientare către comedie.
Treptat, reprezentațiile lor au evoluat de la cântece și puțină comedie la comedie presărată ici-colo cu niște muzică, precum în scheciul lor Fun in Hi Skule („Distracție în litcheu”), cu Groucho ca profesor cu accent german și Harpo, Gummo și, după 1912, Chico ca elevi. Câțiva ani mai târziu, Gummo a părăsit grupul pentru a lupta în primul război mondial („Orice e mai bun decât să fiu un actor!”). Zeppo îi va lua locul în ultimii lor ani de vodeviluri, primii pași pe Broadway și filmele produse de Paramount care au urmat.
Despre intrarea lui Harpo pe scenă se povestește că într-o după amiază, în timpul unei reprezentații susținute de frații săi, Harpo a instruit o fată din cor să fugă de-a lungul scenei prin fața lui Groucho în timpul actului său, în timp ce el o alerga, ca sa vadă dacă Groucho și-ar pierde concentrarea. Totuși, spre încântarea publicului, Groucho de abia a reacționat cu o glumă improvizată, uitându-se cu calm la ceas și comentând: „Prima oară când văd un taximetrist zbierând după un pasager”, apoi, când Harpo a urmărit fata în direcția inversă, „Poți mereu să-ți potrivești ceasul după cursa de 9:20”. Sfârșitul acestei povești putea fi tragic pentru Harpo, fiindcă balerina era măritată cu un boxeur, dar acesta l-a iertat cu condiția ca scena din acea seară să se repete în fiecare spectacol.
În timpul primului război mondial sentimentele anti-germane au escaladat, astfel încât, pe de-o parte, familia a încercat să-și ascundă originea germană (Harpo schimbându-și numele din Adolph în Arthur), iar pe de altă parte Groucho a încetat să mai joace pe scenă tipologia neamțului.
În această perioadă, cei - acum - Patru Frați Marx au început să își individualizeze și să își dezvolte personajele pe care le jucau, încadrându-le în stilul lor unic de a face comedie. După amintirile fraților, cel care le-a creat personajele (la modul vizual) a fost Al Shean. Groucho a început să poarte mustața și sprâncenele celebre, desenate cu creionul, și să adopte un mers legănat, Harpo și-a pus o perucă roșcată și creață, purtând după el un claxon și nevorbind niciodată, iar Chico a adoptat un accent italian fals. Zeppo și-a păstrat rolul junelui înamorat și romantic. Deși se spune că și în viața de zi cu zi frații se purtau la fel (bineînțeles că Harpo vorbea), în particular Zeppo era considerat a fi cel mai amuzant dintre toți, în ciuda rolurilor sale stricte și scurte. Fiind cel mai tânăr și crescând cu reprezentațiile fraților săi înainte, el putea să înlocuiască și să imite - în cazuri extreme - pe oricare dintre cei trei frați mai mari. „Era atât de bun în rolul căpitanului Spaulding [din «Animal Crackers»], încât l-aș fi lăsat să joace la nesfârșit, dacă îmi dădeau voie să stau și să fumez în public”, își amintea Groucho.
Numele lor de scenă au fost stabilite de monologhistul Art Fisher, în timpul unei partide de poker desfășurate în mașină, în principal fiind bazate pe personalitățile fraților. Julius Marx a primit numele de Groucho, datorită dispoziției sale mereu schimbătoare. Unii biografi au crezut că acest nume vine de la o grouch bag pe care acesta o purta în tinerețe. Totuși, Groucho a negat acest lucru în capitolul 6 al autobiografiei sale, Groucho și cu mine:
„Îmi țineam banii într-o grouch bag. Aceasta era o punguță pe care actorii obișnuiau s-o poarte legată de gât, pentru a se putea feri ca alți actori flămânzi să le subtilizeze biștarii. În mod firesc, o să credeți că numele meu provine de aici. Dar nu este așa. Grouch bags erau purtate pe piepturile bărbătești cu mult înainte de a exista vreun înțepat (groucho).”
Arthur a fost poreclit Harpo, pentru că avea obiceiul de a cânta la harpă, iar Leonard a primit numele de Chico (pronunțat „Chick-o”), din cauza afinității sale pentru femei („chicks”, puicuțe). În autobiografia sa, Harpo vorbește! , Harpo precizează că Milton a devenit Gummo deoarece „he crept about the theater like a gumshoe detective”, iar Herbert s-a numit Zeppo pentru abilitățile sale atletice și pentru că putea să facă tracțiuni la bară precum Zippo Cimpanzeul. Versiunea lui Groucho este aceea că Zeppo a fost denumit după zeppelinele tocmai apărute, iar fiica lui Chico insistă că Zeppo a fost numit după glumele cu Zeke și Zeb, foarte populare în acea vreme la Chicago.
În anii 20, Frații Marx au devenit una dintre cele mai apreciate trupe de teatru din Statele Unite. Cu simțul umorului ascuțit și deosebit, satirizau înalta societate sau ipocrizia umană. De asemenea, au devenit faimoși pentru puterea lor de improvizație și datorită scenariilor lor libere.
Datorită managementului lui Chico și creativității lui Groucho, vodevilurile fraților au repurtat destule succese pentru a-i propulsa pe aceștia pe scena teatrului Broadway. Prima dată au prezentat un musical, I'll say she is (1924 – 1925), urmat de două comedii muzicale: The Cocoanuts (1925 – 1926) și Animal Crackers (1928 – 1929).
Scenaristul George S. Kaufman a lucrat la ultimele două spectacole și i-a ajutat pe frați să își cizeleze personajele.
Se pare că talk-show-ul din 1957 intitulat Tonight! America After Dark și avândul-l ca moderator pe Jack Lescoulie, ar fi singura înregistrare publică în care apar toți cei cinci frați.
Pe data de 16 ianuarie 1977, Frații Marx au primit o stea pe celebrul bulevard de la Hollywood.

## Filmografie
Filme cu Cei Patru Frați Marx:
- Humor Risk (1926), văzut doar în avanpremieră și niciodată făcut public (se presupune că filmul e pierdut)
- The Cocoanuts (Nuci de cocos) (1929), produs de studiourile Paramount
- Animal Crackers (Biscuiți pentru animale) (1930), produs de studiourile Paramount
- The House That Shadows Built (1931), produs de studiourile Paramount (scurtmetraj)
- Monkey Business (Frații Marx, agenți secreți) (1931), produs de studiourile Paramount
- Horse Feathers (Pene de cal) (1932), produs de studiourile Paramount
- Duck Soup (Supă de rață) (1933), produs de studiourile Paramount

Filme cu Cei Trei Frați Marx (fără Zeppo):
- A Night at the Opera (O noapte la operă) (1935), produs de studiourile MGM
- A Day at the Races (O zi la curse) (1937), produs de studiourile MGM
- Room Service (1938), produs de studiourile RKO
- At the Circus (Frații Marx la circ) (1939), produs de studiourile MGM
- Go West (Frații Marx în vest) (1940), produs de studiourile MGM
- The Big Store (1941), produs de studiourile MGM
- A Night in Casablanca (O noapte la Casablanca) (1946), produs de studiourile United Artists
- Love Happy (1949), produs de studiourile United Artists și considerat ultimul film al celor trei.
- The Story of Mankind (1957), produs de studiourile Warner Bros. În acest film cei trei apar în scene separate.

Performanțe solo:
- Groucho:
  - Copacabana (1947), produs de studiourile United Artists
  - Double Dynamite (1951), produs de studiourile RKO
  - A Girl in Every Port (1952), produs de studiourile RKO
  - Will Success Spoil Rock Hunter? (1957), produs de studiourile 20th Century Fox (necreditat)
  - The Mikado (1960), pentru televiziune
  - Skidoo (1968), produs de studiourile Paramount.
- Harpo:
  - Too Many Kisses (1925), produs de studiourile Paramount
  - Stage Door Canteen (1943), produs de studiourile United Artists (cameo¹)
- Chico:
  - Papa Romani (1950), episod pilot pentru televiziune
- Zeppo:
  - A Kiss in the Dark (1925), produs de studiourile Paramount (cameo[2])

## Vezi și
- Slapstick